# Tetrapterum cylindricum
Tetrapterum cylindricum là một loài rêu trong họ Pottiaceae. Loài này được (Taylor) A. Jaeger mô tả khoa học đầu tiên năm 1869.